# Макарије Глушицки
Макарије Глушицки († 1440) - преподобни Руске православне Цркве.

## Биографија
О Макаријевом детињству и световном животу нису сачувани готово никакви подаци, а каснији биографски подаци о њему су веома оскудни и фрагментарни; зна се само да је био родом из града Ростова.
У младости (око 12 година) напустио је родитељски дом и дошао код монаха Дионисија, који се подвизавао на реци Глушици у Вологдској губернији и тамо основао манастир претече Глушица Сосновецки. Одгајан под надзором великог старца, Макарије се, према летописима, одликовао изузетном чистотом душе. У овом манастиру је примио монашки постриг и рукоположен у јеромонах.
Године 1437, на самрти, монах Дионисије је поверио „старешинство“ Предтеченског и Покровског манастира оцу Анфилохију, међутим, да ли је Анфилохије постао игуман ; великог манастира“, односно Покровски манастир монах Макарије, а по Дионисијевом завету, над оба манастира је требало да стоји један игуман. Али сви извори се слажу да је Макарије неко време био игуман манастира.
„Енциклопедијски речник Броцкхауса и Ефрона” каже да је Макарије Глушицки умро 1440. године, односно две године раније од Анфилохија (који је преминуо 15. октобра 1452.), али бројни други извори говоре да је отац Макарије умро не раније од 1462. године. Једини познат тачан дан је дан упокојења светитеља – 13. мај по старом календару, пошто се на овај дан служе помен светитељу. Светитељу се одаје почаст и 12. октобра у Сабору вологдских светих.
У тропару светима Амфилохију, Макарију, Тарасију и Теодосију Глушицком стоји: „Појавиле су се светиљке светлости, / премудро оставивши доброту земаљску, / и отишле у унутрашњу пустињу, Амфилохије, Макарије, Тарасије и Теодосије ово,/ смирење и свака врлина имају навикли се,/ и стекли бесмртност, / Постом и бдењем и другим уздржањем приносиш се Христу, / и сада на Небу стојиш пред Престолом Христовим / Молите се, Оци Божији, Амфилохије, Макарије, Тарасије и Теодосије. , / Нека ти је мир и спасе се душе оних који ти певају,/ и даруј опроштај грехова// у част часни успомени твојој“.